# 스쿠데리아 카메론 글리켄하우스 SCG 004
스쿠데리아 카메론 글리켄하우스 SCG 004(영어: Scuderia Cameron Glickenhaus SCG 004)는 미국의 스포츠카 제조업체인 스쿠데리아 카메론 글리켄하우스에서 2017년에 시제차 모델이 최초로 출시한 이후 2020년부터 생산 중인 스포츠카이다.

## 변형 차종

### SCG 004S
스트라달레 스트리트 004 시리즈의 로드 버전이다. 004S는 2004년 마세라티 MC12나 2006년 제임스 글리켄하우스를 위해 피닌파리나의 페라리 P4/5 등 구형 슈퍼카를 연상시키는 레트로 디자인을 채용하였다.